# 东风镇 (额济纳旗)
东风镇是中华人民共和国内蒙古自治区阿拉善盟额济纳旗下辖的一个镇。东风镇由原巴彦宝格德苏木（旧名称“额肯查干牧场”、“额很查干牧场”仍然常用）和古日乃苏木合并而成。

## 行政区划
东风镇下辖以下村级行政区划单位：
额很查干嘎查、古日乃嘎查、乌兰淖尔嘎查和宝日乌拉嘎查。